# 貝伍德 (紐約州)
貝伍德（英語：Baywood）是位於美國紐約州薩福克縣的普查規定居民點。

## 人口
根據2020年美國人口普查的數據，貝伍德的面積為5.92平方千米，皆為陸地。當地共有人口7726人，而人口密度為每平方千米1,305.07人。